# Sylwia Konarska-Zimnicka
Sylwia Kamilla Konarska-Zimnicka (ur. 21 czerwca 1975) – polska historyczka mediewistka, prorektorka Uniwersytetu Jana Kochanowskiego w Kielcach.

## Życiorys
Sylwia Konarska-Zimnicka w 1999 ukończyła studia historyczne w Wyższej Szkole Pedagogicznej im. Jana Kochanowskiego w Kielcach. W 2007 uzyskała na Akademii Świętokrzyskiej im. Jana Kochanowskiego stopień doktorki nauk humanistycznych w dyscyplinie historia, specjalność historia średniowieczna, na podstawie napisanej pod kierunkiem Wojciecha Iwańczaka dysertacji Taniec w piśmiennictwie Polski średniowiecznej. W 2019 uzyskała na Uniwersytecie Jana Kochanowskiego w Kielcach stopień doktorki habilitowanej nauk humanistycznych w dyscyplinie historia, przedstawiwszy dzieło „Wenus panią roku, Mars towarzyszem…”. Astrologia w Krakowie XV i początku XVI wieku.
Od 2010 związana zawodowo z Instytutem Historii Wydziału Humanistycznego Uniwersytetu Jana Kochanowskiego w Kielcach, od 2020 na stanowisku profesorki uczelni. Pełniła funkcję prodziekanki ds. ogólnych i współpracy z zagranicą Wydziału Humanistycznego UJK. Prorektorka ds. współpracy międzynarodowej UJK w kadencji 2024–2028.
Jej zainteresowania badawcze obejmują takie zagadnienia jak: historia kultury późnośredniowiecznej i wczesnonowożytnej; historia Kościoła; życie codzienne w wiekach średnich; taniec, muzyka i inne formy zabawy w wiekach średnich; rozwój nauki średniowiecznej i wczesnonowożytnej, szczególnie medycyna, astronomia, astrologia; piśmiennictwo średniowieczne; nauki pomocnicze historii, zwłaszcza edytorstwo źródeł i paleografia średniowieczna.
Działaczka Towarzystwa Przyjaciół Archiwum Diecezjalnego Imienia Błogosławionego Wincentego Kadłubka w Kielcach.

## Publikacje książkowe
- Sylwia Konarska-Zimnicka, Taniec w Polsce średniowiecznej: świadectwo źródeł pisanych, Kraków : Kielce: "Societas Vistulana" ; KTN, 2009, ISBN 978-83-61033-34-9. Brak numerów stron w książce
- Sylwia Konarska-Zimnicka, "Wenus panią roku, Mars towarzyszem...": astrologia w Krakowie XV i początku XVI wieku, Kielce: Wydawnictwo Uniwersytetu Jana Kochanowskiego, 2018, ISBN 978-83-7133-729-1. Brak numerów stron w książce

Tłumaczenia z łaciny
- Michael Wratislaviensis, Introductorium astronomie Cracoviense elucidans almanach czyli Kompendium wiedzy astrologicznej, Sylwia Konarska-Zimnicka, Piotr Piotrowski (tłum.), Biblioteka Polskiego Towarzystwa Astrologicznego, Warszawa: Polskie Towarzystwo Astrologiczne, 2014, ISBN 978-83-936435-6-1 (łac. • pol.). Brak numerów stron w książce
- Albumasar, Flores astrologie =: Kwiatki astrologii, Sylwia Konarska-Zimnicka i inni, Kielce: Wydawnictwo Uniwersytetu Jana Kochanowskiego, 2020, ISBN 978-83-7133-859-5, OCLC 1225229262 (łac. • pol.). Brak numerów stron w książce